# 영광의 날들
《영광의 날들》(Indigenes, Days Of Glory)은 프랑스에서 제작된 라시드 부샤렙 감독의 2006년 전쟁, 드라마 영화이다. 자멜 드부즈 등이 주연으로 출연하였고 진 브레햇 등이 제작에 참여하였다.
제2차 세계 대전 당시 자유 프랑스군 소속으로 참전한 프랑스령 북아프리카 출신 군인들을 소재로 하였다.

## 출연

### 주연
- 자멜 드부즈
- 사미 나세리
- 로쉬디 젬

### 조연
- 사미 부아질라
- 베르나르 블랑칸
- 마티유 시모네
- 베노이트 기로스
- 멜라니 로랑
- 안톤 쳅페이
- 아사드 보우압
- 오렐리 엘트베트
- 토머스 랭맨
- 디보 드 몽타렝버
- 디오코운다 코마

## 기타
- 공동제작: 제네비에브 리말
- 공동제작: 알렉상드르 리펜스
- 미술: 도미니크 도우렛

## 같이 보기
- 아프리카군 (프랑스)